# Некляєв Володимир Прокопович
Володи́мир Проко́пович Некля́єв (біл. Уладзімір Пракопавіч Някляеў; нар. 11 липня 1946, Сморгонь) — білоруський поет, прозаїк, політик, лауреат декількох професійних та державних нагород за літературну діяльність. 25 лютого 2010 року він став лідером громадської кампанії «Говори правду!». 18 листопада 2010 року зареєстрований Центрвиборчкомом Білорусі кандидатом у президенти Білорусі. За офіційними даними на виборах програв президенту Лукашенку і був травмований під час акцій протесту після виборів.

## Життєпис
Народився 9 липня 1946 року в місті Сморгонь Городнянської області. Батько — Некляєв Прокоп Михайлович (рос. Некляев Прокофий Михайлович), росіянин, за фахом механік. Мати — Магер Анастасія Іванівна (біл. Магер Анастасія Іванаўна), білоруска. Прокоп Некляєв, уродженець селя Пряма Балка (нині у Волгоградській області), після закінчення війни був направлений у Західну Білорусь створювати колгоспи. У селі Крево Сморгонського району познайомився з майбутньою матір'ю Володимира. Працював головою сільради в Крево.
У 2020 році Група Naka з лідерами гуртів DZIECIUKI, «Петля пристрасті», «РСП» та Rostany записали пісню-протест на вірші Володимира Некляєва «ВАМ».

## Нагороди
- Лауреат премії імені Наталі Арсенєвої (2017) за книгу «Толькі вершы».